# Oblast' di Kemerovo
L'oblast' di Kemerovo (in russo Кемеровская область?, Kemerovskaja oblastʾ) è un'oblast della Russia che si estende nella Siberia sud-occidentale su un territorio prevalentemente montuoso (Kuzneckij Alatau e monti dell'Abakan) solcato dai fiumi Tom' e Kija e che comprende il bacino carbonifero di Kuzneck (chiamato pure Kuzbass).
Ricca di giacimenti di ferro e manganese, conta importanti industrie siderurgiche, metallurgiche, chimiche e meccaniche.
La capitale Kemerovo (519 800 abitanti) sul Tom' nel Kuzbass fu fondata nel 1916 e fino al 1935 si chiamò Šeglovsk.

## Città di rilievo

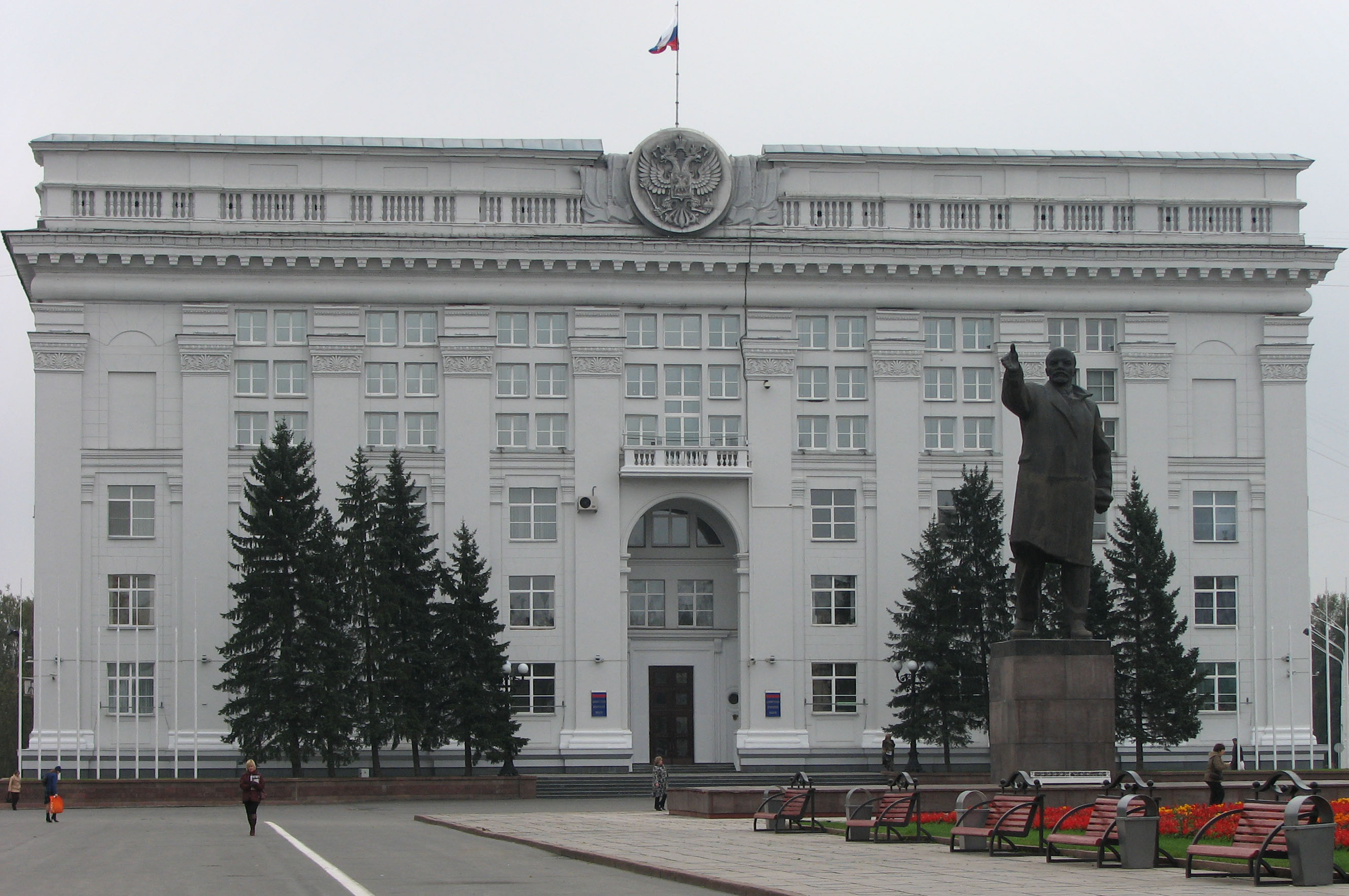
Il Palazzo del Governo di Kuzbass a Kemerovo.

La regione di Kemerovo ha visto un imponente sviluppo industriale a partire dagli anni trenta; questo ha causato l'aumento di popolazione di parecchi insediamenti, che hanno così raggiunto dimensioni ragguardevoli. Fra le principali città dell'oblast' sono, oltre al capoluogo Kemerovo:
| Città             | Abitanti |
| ----------------- | -------- |
| Novokuzneck       | 560 900  |
| Prokop'evsk       | 214 700  |
| Leninsk-Kuzneckij | 106 400  |
| Meždurečensk      | 103 500  |
| Kiselëvsk         | 103 400  |
| Jurga             | 83 600   |
| Anžero-Sudžensk   | 83 200   |
| Belovo            | 76 700   |
| Osinniki          | 48 000   |
| Berëzovskij       | 47 200   |
| Myski             | 41 900   |
| Mariinsk          | 41 600   |
| Topki             | 30 500   |
| Polysaevo         | 27 800   |
| Gur'evsk          | 25 900   |
| Tajga             | 24 900   |
| Kaltan            | 24 900   |
| Taštagol          | 22 800   |
| Promyšlennaja     | 17 700   |
| Novy Gorodok      | 15 900   |
| Bačatskij         | 15 400   |
| Jaškino           | 15 300   |

## Geografia antropica

### Suddivisioni amministrative

#### Rajon
La oblast' di Kemerovo comprende 19 rajon (fra parentesi il capoluogo; sono indicati con un asterisco i capoluoghi non direttamente dipendenti dal rajon ma posti sotto la giurisdizione della oblast'):
- Belovskij (Belovo*)
- Čebulinskij (Verch-Čebula)
- Gur'evskij (Gur'evsk*)
- Ižmorskij (Ižmorskij)
- Jajskij (Jaja)
- Jaškinskij (Jaškino)
- Jurginskij (Jurga*)
- Kemerovskij (Kemerovo*)
- Krapivinskij (Krapivinskij)
- Leninsk-Kuzneckij (Leninsk-Kuzneckij*)

- Mariinskij (Mariinsk*)
- Meždurečenskij (Meždurečensk*)
- Novokuzneckij (Novokuzneck*)
- Prokop'evskij (Prokop'evsk*)
- Promyšlennovskij (Promyšlennaja)
- Taštagol'skij (Taštagol*)
- Tisul'skij (Tisul')
- Tjažinskij (Tjažinskij)
- Topkinskij (Topki*)

#### Città
I centri abitati della oblast' che hanno lo status di città (gorod) sono 20 (in grassetto le città sotto la diretta giurisdizione della oblast', che costituiscono una divisione amministrativa di secondo livello):
- Anžero-Sudžensk
- Belovo
- Berëzovskij
- Gur'evsk
- Jurga
- Kaltan
- Kemerovo

- Kiselëvsk
- Leninsk-Kuzneckij
- Mariinsk
- Meždurečensk
- Myski
- Novokuzneck
- Osinniki

- Polysaevo
- Prokop'evsk
- Salair
- Tajga
- Taštagol
- Topki

#### Insediamenti di tipo urbano
I centri urbani con status di insediamento di tipo urbano sono 23 (in grassetto gli insediamenti di tipo urbano sotto la diretta giurisdizione della oblast', che costituiscono una divisione amministrativa di secondo livello):
- Bačatskij
- Belogorsk
- Gramoteino
- Inskoj
- Itatskij
- Ižmorskij
- Jaja
- Jaškino

- Kaz
- Komsomol'sk
- Krapivinskij
- Krasnobdorskij
- Mundybaš
- Novyj Gorodok
- Promyšlennaja
- Rudničnyj

- Šeregeš
- Spassk
- Temirtau
- Tisul'
- Tjažinskij
- Verch-Čebula
- Zelenogorskij